# GSC6528-2665
GSC6528-2665 — хімічно пекулярна зоря спектрального класу Si, що має видиму зоряну величину в смузі V приблизно 11,2.